# コールド・ハート (ミュージシャン)
コールド・ハート（英語: Cold Hart、1994年8月3日 - ）は、アメリカのラッパー、歌手、プロデューサー。エモ・ラップ集団GothBoiCliqueの共同創設者。
コールド・ハートは、カリフォルニア州ロングビーチ生まれ。三人兄弟の長男。

## キャリア
コールド・ハートは18歳の時にJayyeahという名前で楽曲制作を始め、後にアンダーグラウンド・ラップ集団TeamSESHのメンバーとなった。やがて彼はCold Hart Rich Boyという名前で自分の曲のプロデュースを始め、後にCold Hartと短縮した。最終的には音楽の方向性の違いなどからTeamSESHを正式に脱退した。
2013年、Cold HartはWicca Phase Springs Eternalと後にGothBoiCliqueとなるエモ・ラップ集団を結成した。元々二人は「Goth Boi Clique」という楽曲でのコラボレーションを果たしていた。同じエモ・ラップ・アーティストのHorse HeadとMackned、頻繁に制作の面で協力をしていたNedarb Nagromが加入し、THRAXXHOUSEというグループ名で活動。後にメンバーを絞り、正式にグループ名をGothBoiCliqueへと改名した。

## ディスコグラフィー

### ミックステープ
- Cupid (2014)
- Empty (2014)
- Gothick (2014)
- Jay Hart (2014)
- Loner (2014)
- De4rly Belov3d (2014)
- V4mp1r3s (2014)
- .missed_calls (2014)
- Lil Nelly (2015)
- b4bby (20156)
- The OC Season 1 (2016)
- The OC Season 2 (2016)
- Marvelous Misadventures of Coldy (2017)
- Downer (2017)

### EP
- Doin Nothin Everyday (2013)
- Runaways (2013)
- Bleed in Black (2014)
- bunny b0y (2014)
- Covers 2 (2014)
- Emo Sk8r (2014)
- Everything Goes (2014)
- Worthless (2014)
- Anxious (2015)
- Foreign Rockstars (2015)
- Promis3 (2015)
- Thought it was a Bad Dream (2015)
- Uns4fe (2015)
- Thaxxl Rose (2015)
- Bad Luck Charm (2016)
- Painting Picture (2016)
- Prom Date (2017)
- Rawhart (with Rawska)(2017)
- Doom Generation (2017)
- Potion (with Horse Head & Zubin)(2018)
- Wish Me Well (with Yawns) (2018)
- I Left My Heart in LA (2018)